# Slide-Out

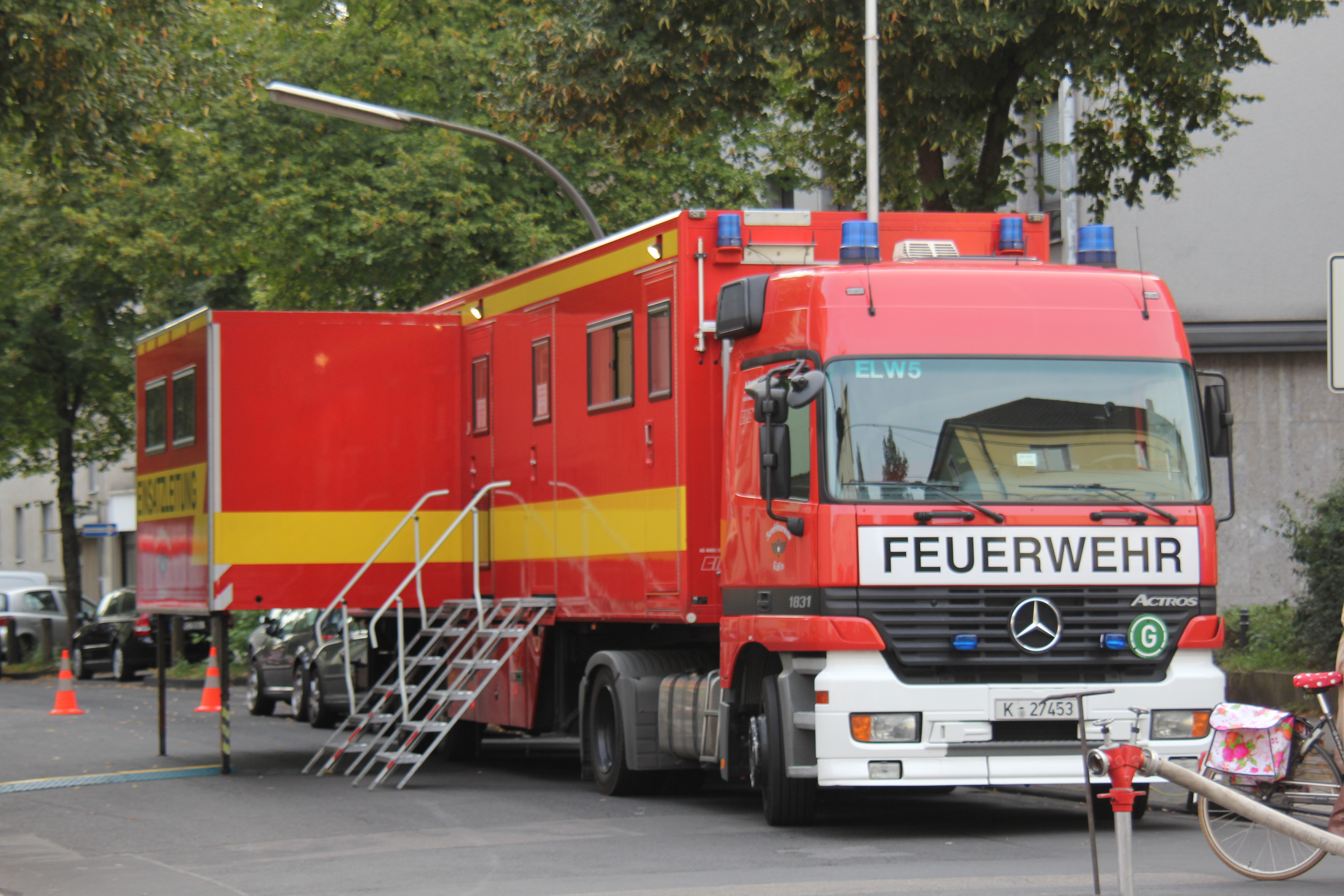
Einsatzleitwagen der Feuerwehr Köln mit ausgefahrenem Slide-Out

Ein Slide-Out (englisch für Auszug) ist ein ausfahrbarer Teil eines Fahrzeugs. Dieser ermöglicht es, den Innenraum im Stand zu vergrößern, während das Fahrzeug während der Fahrt die zulässigen Außenmaße nicht überschreitet. Slide-Outs werden unter anderem in luxuriösen Wohnmobilen eingesetzt, um den Wohnraum zu erweitern. Dort werden sie auch als Erker bezeichnet. 

Einsatz von Slide-Outs in Wohnmobilen und Wohnwagen
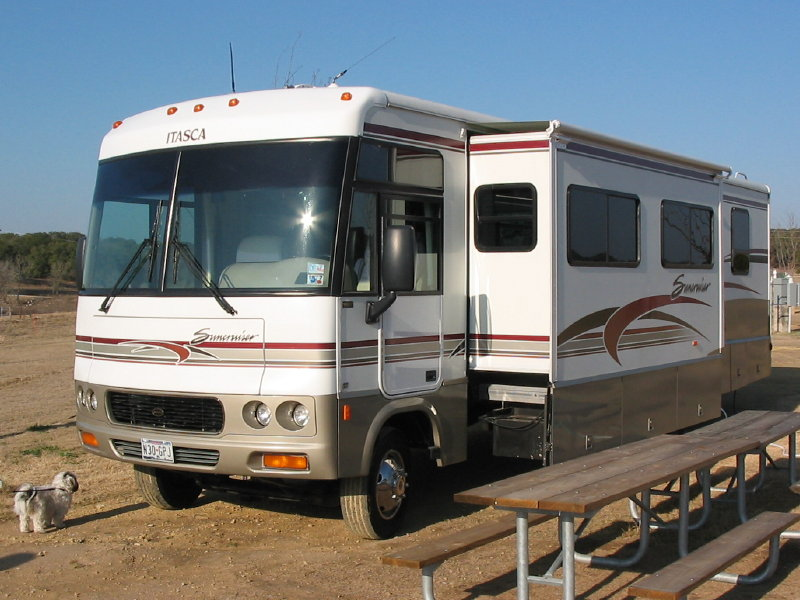
Silde-Out an einem Wohnmobil
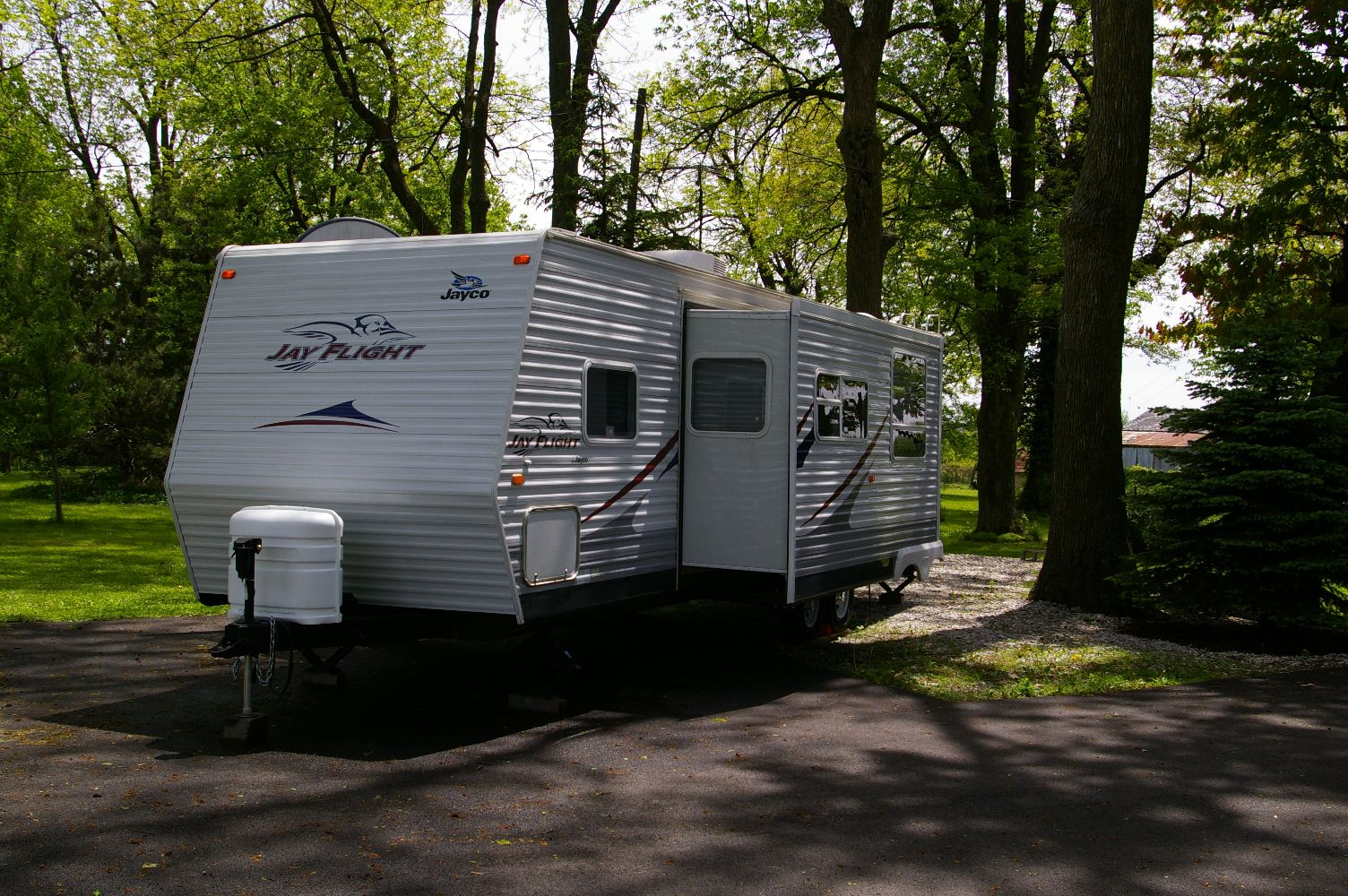
Slide-Out an einem Wohnwagen von außen
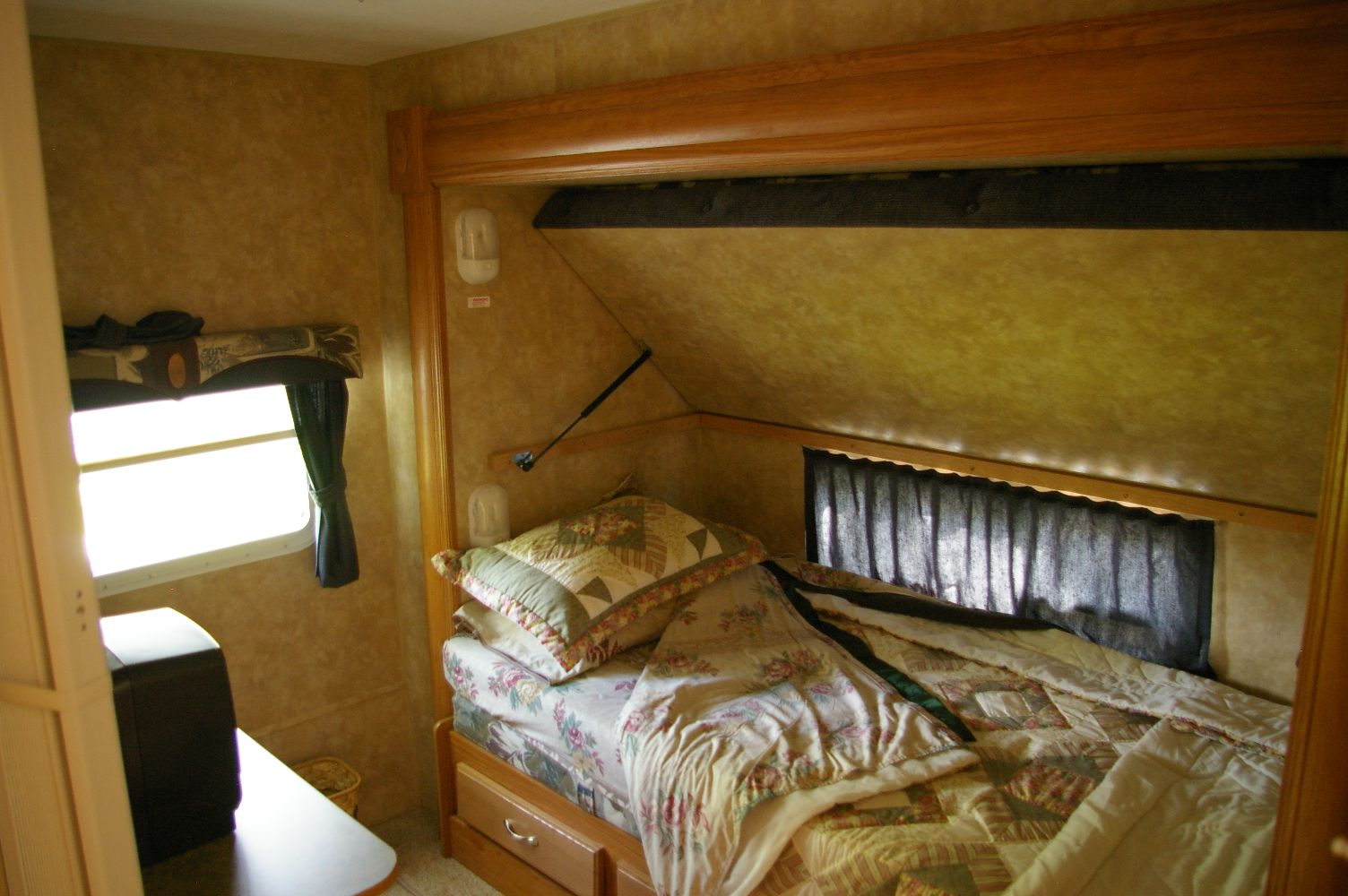
Slide-Out an einem Wohnwagen von innen
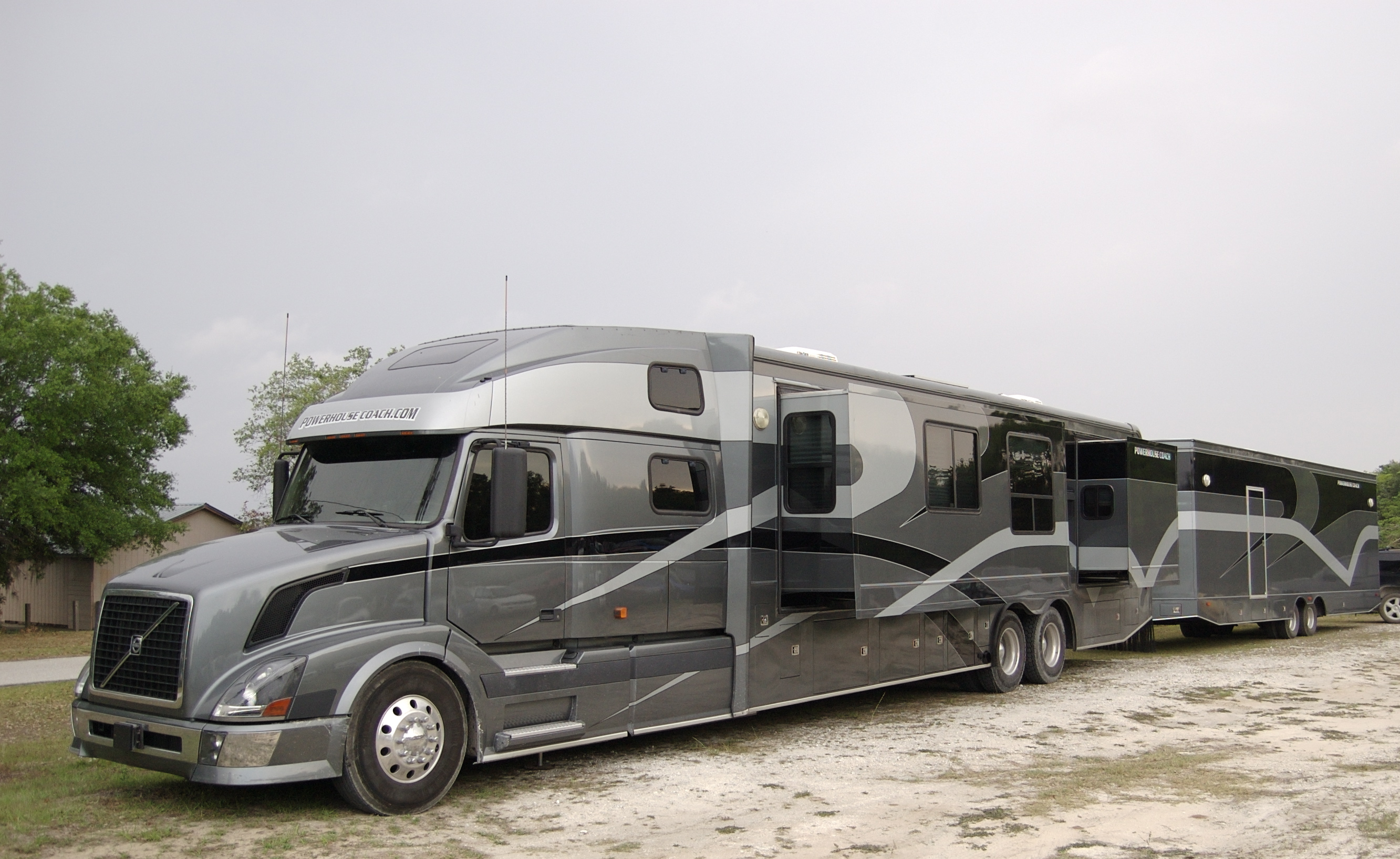
Großes Wohnmobil mit mehreren Slide-Outs